# Високо-при-Полянах
Високо-при-Полянах (словен. Visoko pri Poljanah) — поселення в общині Шкофя Лока, Горенський регіон, Словенія. Висота над рівнем моря: 380,3 м.